# Charlotte Bagger Brandt
Charlotte Bagger Brandt (født 1968 i Slagelse) er en dansk kurator og kunstrådgiver uddannet i idé- og kunsthistorie fra Danmark og Tyskland. Hun har siden 1999 kurateret en lang række udstillinger i ind- og udland og var i 2008 en af de tre kuratorer og initiativtagere bag U-Turn Kvadriennalen for Samtidskunst i København. 
Efter syv år som kurator på Kunsthal Charlottenborg samt en to-årig periode som direktør brød Charlotte Bagger Brandt med de etablerede kunstinstitutionelle rammer for i stedet at arbejde i et format, der kunne skabe nye muligheder og rum for kunsten. Hun etablerede virksomheden Råderum – Mobilt kontor for samtidskunst, der lige siden har fokuseret på at rådgive om og udvikle kunstprojekter uden for eller på tværs af traditionelle, institutionelle rammer. Med projekter som blandt andet Vores Kunst, 2011, Urban Play, 2012, Inkubator, 2014 og senest Placemaking, 2015 har hun etableret sig som ekspert indenfor områderne stedsspecifik kunst, social praksis, landart og deltagerbaserede projekter i mellemrummet mellem kunst, arkitektur og byudvikling.
Kuratorisk har Charlotte Bagger Brandt tæt tilknytning til Mellemøsten og indgået i flere samarbejdsprojekter i blandt andet Tyrkiet, Palæstina, Israel og Ægypten – alle områder, hvor brugen af det offentlige rum er underlagt helt andre normer og regelsæt end i et land som Danmark. Gennemgående for hendes praksis har været en insisteren på kunsten som genvej til social forandring og lokal forankring – en insisteren der forudsætter lokalt kendskab og en forståelsen for et rums fysiske såvel som immaterielle og fortællende kvaliteter. Research, stedsanalyser, dialog i øjenhøjde og tålmodighed er derfor essentielle metodiske greb i hendes praksis.

## Udstllinger
- Værker der virker, Kunsthal Charlottenborg 2009[8]

## Anerkendelser
- Danske Kunstkritikeres Pris, 2008 – på vegne af AICA Foreningen af Danske Kunstkritikere.[13]